# Абланиця (Благоєвградська область)
Абланиця (болг. Абланица) — село в Болгарії. Знаходиться в Благоєвградській області, в історико-географічному регіоні Чеч, входить в громаду Хаджидимово. Населення становить 2764 людини.

## Політична ситуація
Кмети (мер) общини Хаджідімово — Людмил Аспарухов Терзієв (Національний рух «Сімеон Другий» (НДСВ)) за результатами виборів.
У місцевому кметстві Абланіца, до складу якого входить Абланіца, посада Кметь (старости) виконує Адем Юмеров Арнаудов (Рух за права та свободи (ДПС)) за результатами виборів.